# Antas de Ulla
Antas de Ulla es un municipio de la provincia de Lugo, en Galicia (España) en cuyo territorio nace el río Ulla, que marca los lindes del municipio con los vecinos ayuntamientos de Monterroso y Palas de Rey, ayuntamientos con los que Antas de Ulla configura la denominada Comarca de Ulloa. Se ubica, por lo tanto, en el centro geográfico de Galicia.

## Situación
Dista 45 km de la capital de su provincia, comunicándose con la misma a través de la carretera nacional (LU-640) que une Vegadeo con Pontevedra. El Municipio de Antas de Ulla está marcado por la sierra del Monte Farelo (al sur) y el río Ulla, que nace en su territorio y lo recorre en dirección sur-norte-oeste. 
Esta configuración orográfica dota a Antas de Ulla de unas riquezas cinegéticas y piscícolas de especial importancia, a la vez quedan marcan un clima de abundantes precipitaciones con una temperatura moderada. Ello contribuye a la fecundidad de sus tierras aptas para el labradío y, simultáneamente, para una riqueza forestal propia de la Galicia interior (bosques de castaños, robles, pino gallego, etc.)

## Historia
Hasta la reforma de la nomenclatura municipal de 1916 el municipio se llamaba simplemente Antas. En dicha fecha su nombre fue modificado por el de Antas de Ulla.

## Geografía humana

### Organización territorial
El municipio está formado por ciento treinta y tres entidades de población distribuidas en veintiocho parroquias:
- Agüela (San Mamede)
- Alvidrón (Santa María)
- Amarante (San Félix)[3]
- Amoexa (Santiago)
- Antas de Ulla (San Xoán)
- Árbol (Santalla)
- Arcos (Santa María)
- Areas (Santa Cristina)
- Barreiro (San Cibrao)
- Casa de Naya[3]
- Castro de Amarante (San Esteban)[3]
- Cervela[3]
- Cibreiro[3]
- Cutián (San Xoán)
- Dorra (Santiago)
- Facha (San Xiao)
- Olveda (Santa María)
- Peibás (San Lourenzo)
- Queixeiro (San Pedro)
- Reboredo (Santiago)
- Rial[3]
- San Martín de Amarante (San Martín)[3]
- Santa Marina de Castro de Amarante (Santa Marina)[3]
- Santiso (Santalla)
- Senande (San Miguel)
- Terrachá[3]
- Vilanuñe (San Salvador)
- Villapoupre[3]

### Demografía
Cuenta con una población de 1822 habitantes (INE 2024).
| Gráfica de evolución demográfica de Antas de Ulla entre 1842 y 2021 |
| |
| Población de derecho según los censos de población del INE Población de hecho según los censos de población del INEEn estos censos se denominaba Antas: 1842, 1857, 1860, 1877, 1887, 1897, 1900 y 1910 |

## Economía
La economía del municipio, cuya extensión es de 104 kilómetros cuadrados, se basa principalmente en la agricultura y la ganadería, con un sector industrial muy ligado al sector primario y unos servicios concentrados principalmente en la capital municipal. Esta capital era conocida, hasta mediados del siglo XX, con el nombre de Seoane, si bien en la actualidad el nombre del Municipio absorbió aquel anterior nombre.
Uno de los puntos de atracción que presenta la localidad en verano, es el complejo polideportivo municipal del Castro de Seoane, dotado con diversas instalaciones deportivas entre las que destaca unas modernas piscinas especialmente diseñadas para el disfrute de los niños.
Los días 10 de cada mes se celebra la feria o mercado, con una importante recuperación en los últimos años.

## Gastronomía
Especial relevancia tiene el pan de Antas, elaborado de forma artesanal en hornos de leña y amasado con harina de trigo del país. Como derivados del pan, cabe destacar la excelente calidad de las empanadas, con los rellenos más variados y a gusto del consumidor, pero destacando la de carne, bacalao, atún y la de liscos (trozos de tocino). También en el aspecto gastronómico, hay que reseñar la famosa calidad de las carnes, tanto de vacuno como de porcino; así como los quesos, con varias queserías artesanales integradas en la denominación de origen Arzúa-Ulloa. Nada desdeñable resultan los productos hortícolas, obtenidos mediante la agricultura tradicional.

## Festividades
- San Xoán el 24 de junio
- San Cristovo (conductores) el tercer domingo de julio
- Os Remedios el 8 de septiembre,  en la capital municipal.

## Deporte
El municipio cuenta con un equipo de fútbol, la Sociedad Deportiva Antas, fundada en 1977 y que milita en Segunda Galicia.